# Острів Рибалок

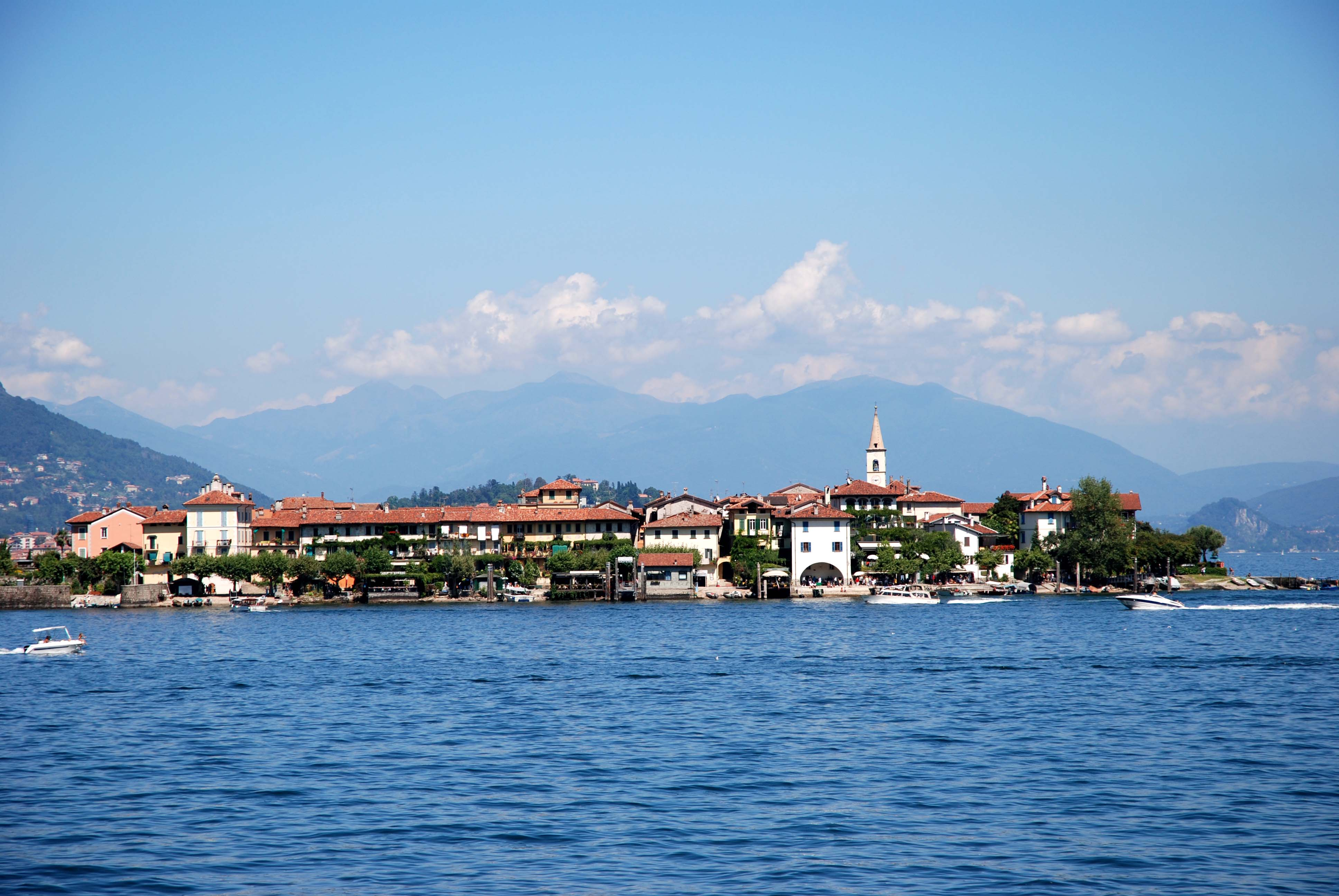
Острів Рибалок

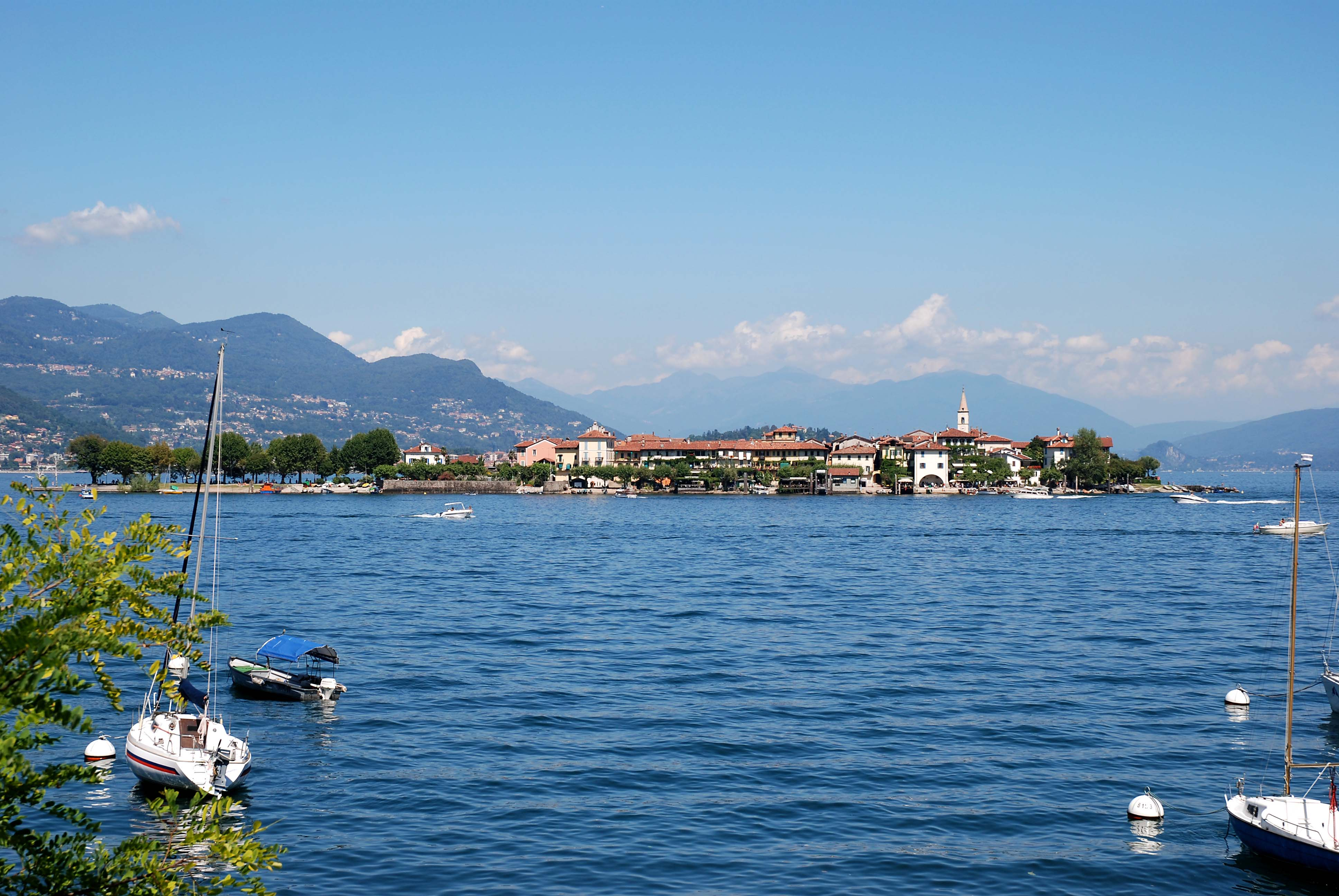
Острів Рибалок

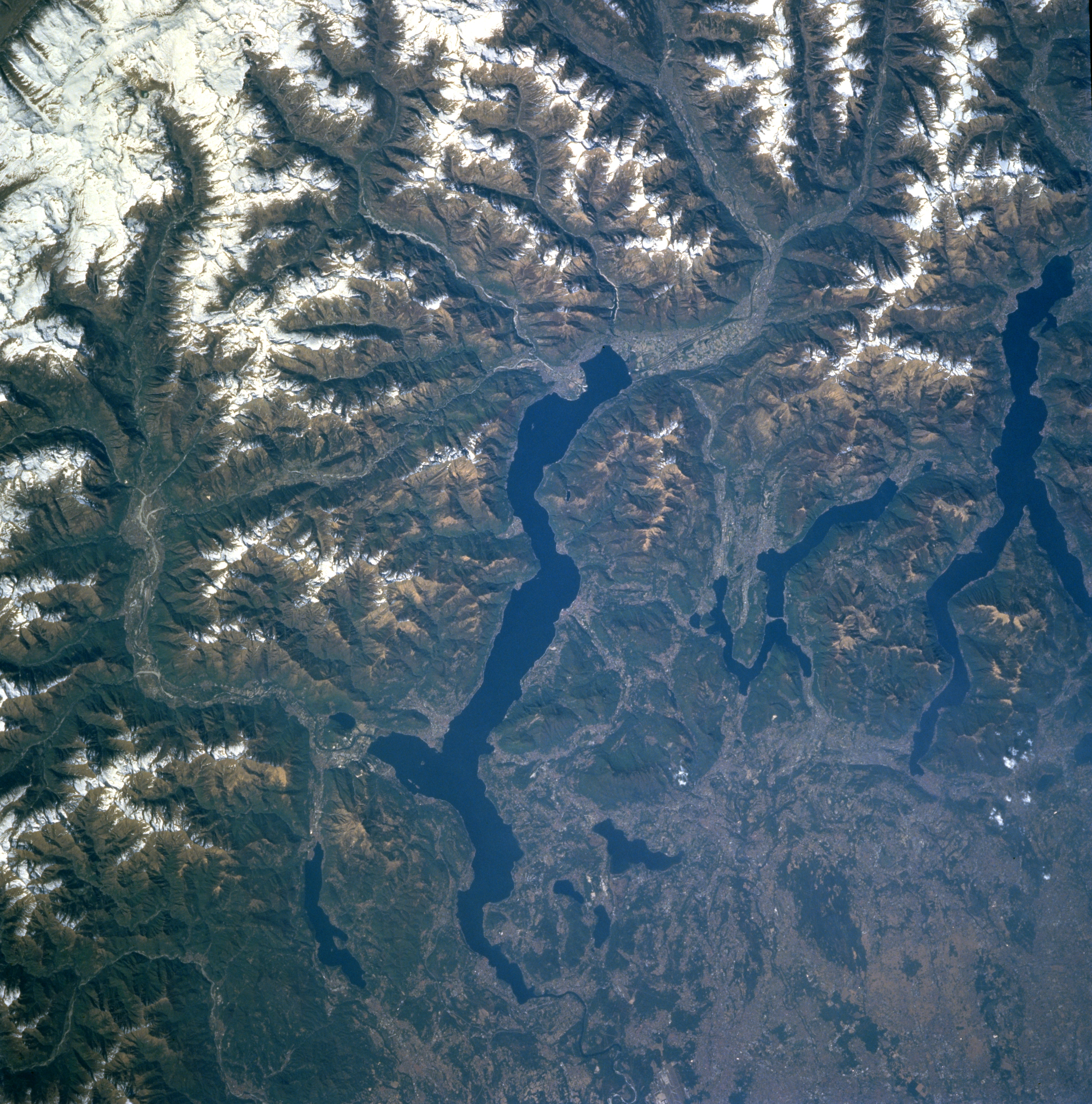
озеро Маджоре

Острів Рибалок (з іт. Isola dei Pescatori) знаходиться на озері Маджоре в північній Італії. Довжина — близько 350 метрів, ширина — 100 метрів. Найбільш північний серед островів Борромео, він також відомий як Isola Superiore. Єдиний острів, на якому проживають протягом усього року (населення близько 50 осіб). На відміну від о. Белла і о. Мадре, острів Рибалок більше не належить родині Борромео.
Вузька вулиця, наче хребет, пронизує острів по всій довжині; до неї приєднуються бруковані перпендикулярні вулички. Берег часто підтоплює, будинки споруджені з урахуванням цього.
Туризм займає центральне місце в економічному житті острова (готелі, ресторани, бари, продаж сувенірів, продуктів домашнього харчування). Мальовнича природа додає свого шарму і робить о. Рибалок бажаною ціллю для туристів (must see).
Церква Сан-Вітторе (Vittore il Moro[недоступне посилання з липня 2019]) зберігає сліди древньої каплиці, яка була побудована для ченців Scozzòla (абатство Сан-Донато міста Сесто Календе заснована Liutardo, єпископом Павії, в середині дев'ятого століття. Церква раніше була присвячена Св. Ґанґольфо (Gangulphus).

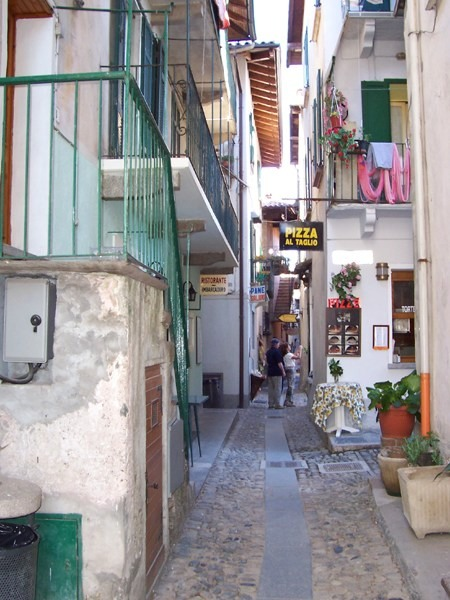
вулички острова

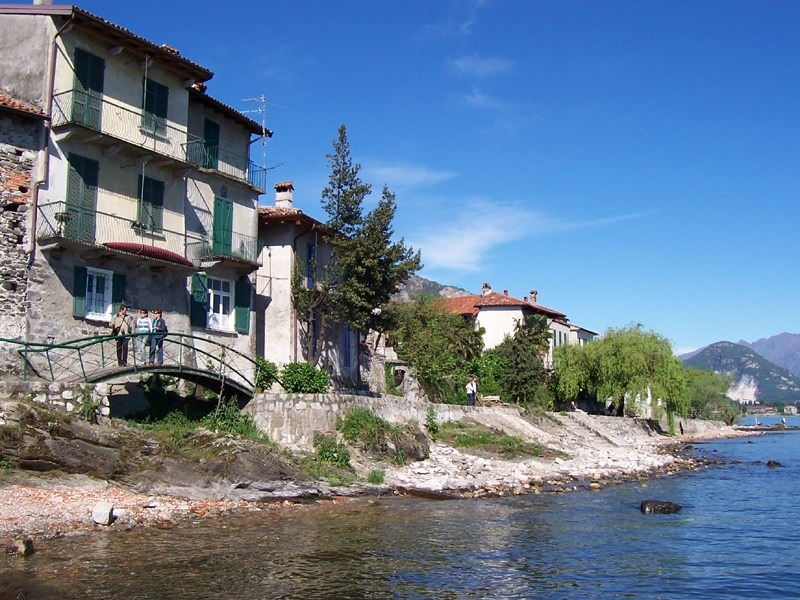
Isola Pescatori

## Див. також

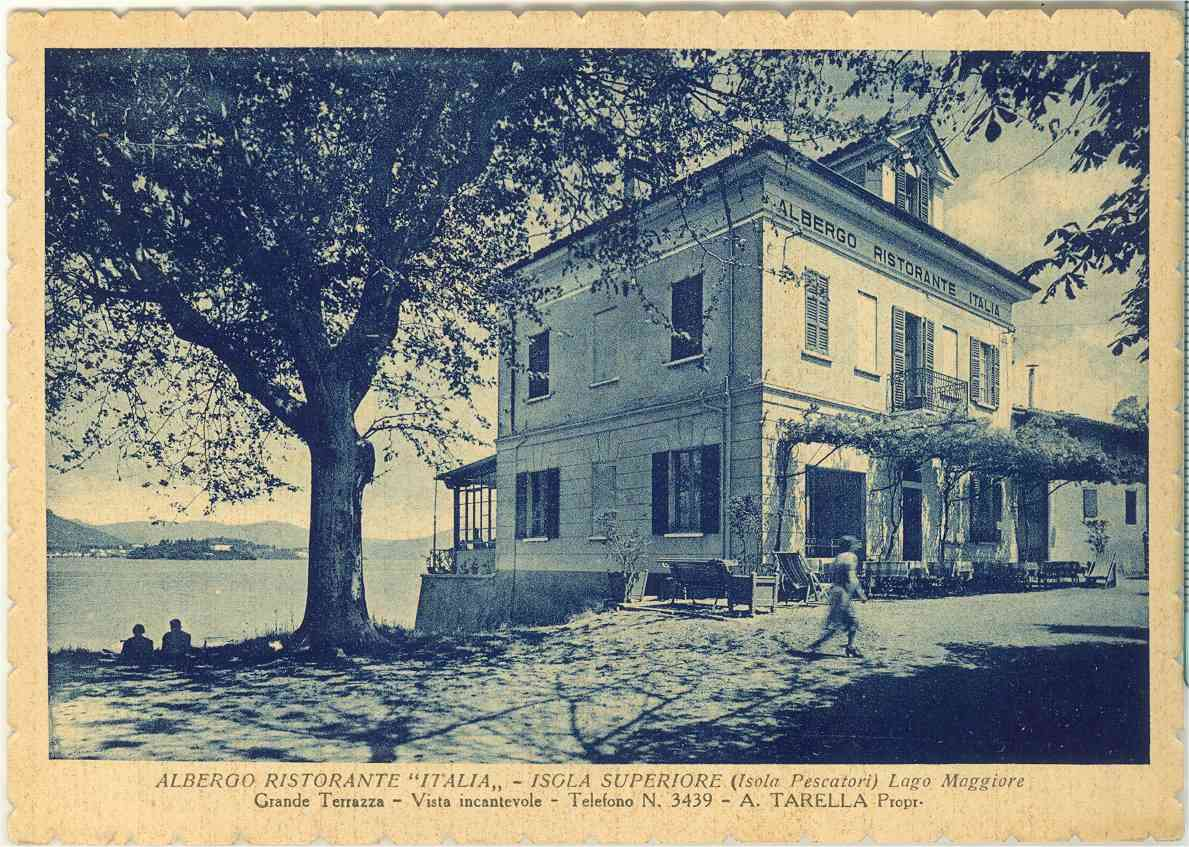
Готель-ресторан на о. Рибалок
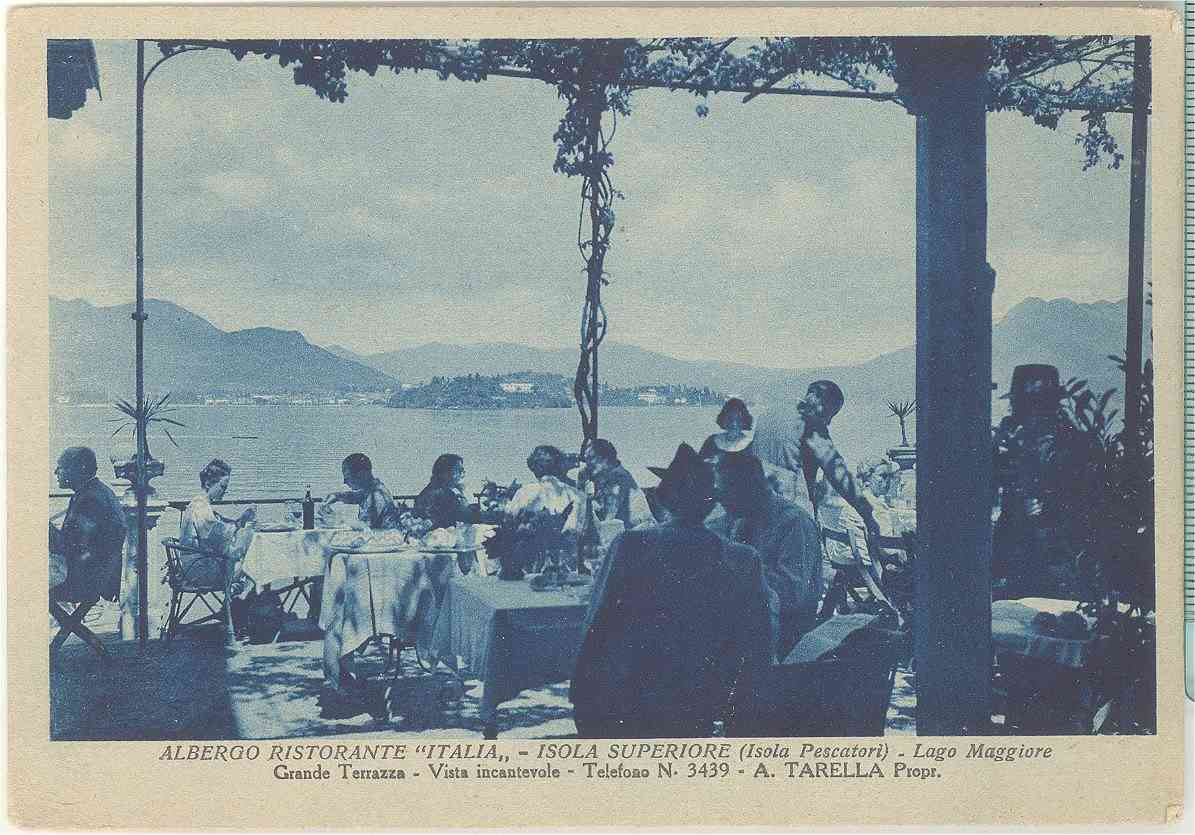
Готель-ресторан на о. Рибалок, 1940рік
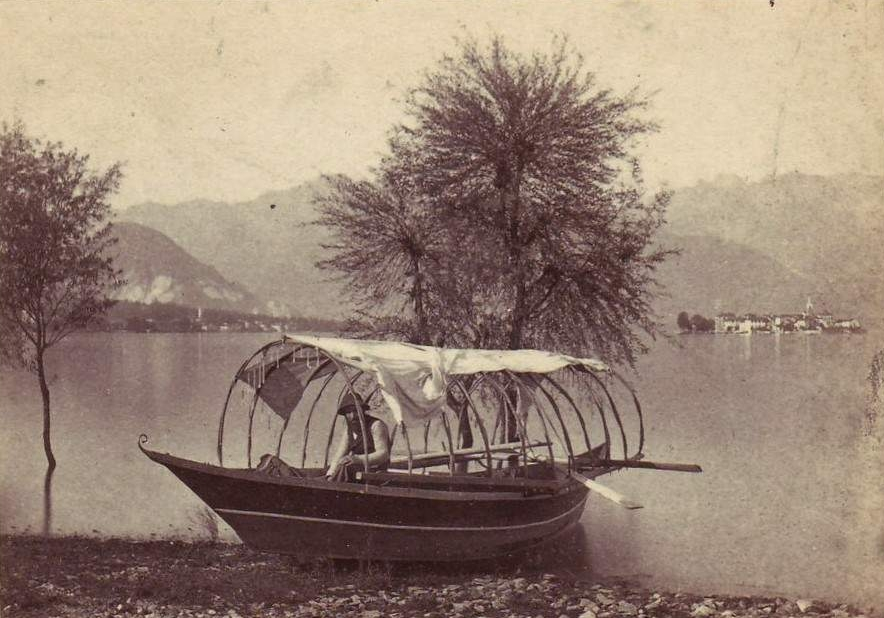
Braun, Adolphe (1811-1877) - Isola Pescatori dall'Isola Bella

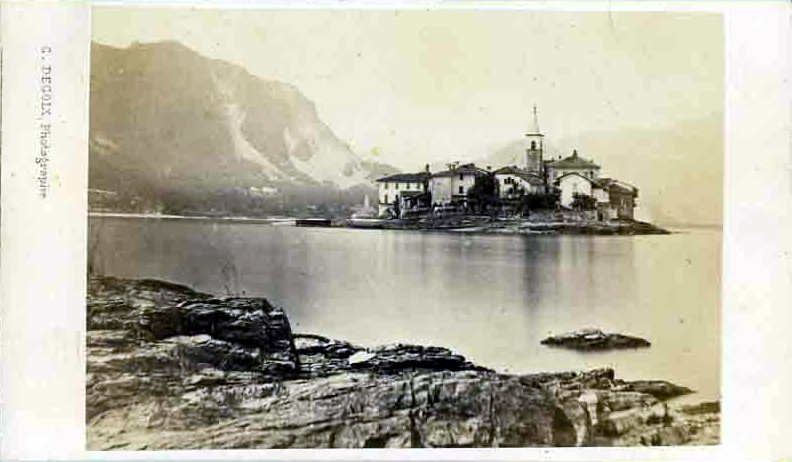
Degoix, Celestino (floruit 1860-1890) - n. 49 - Lago Maggiore - Isola Pescatori
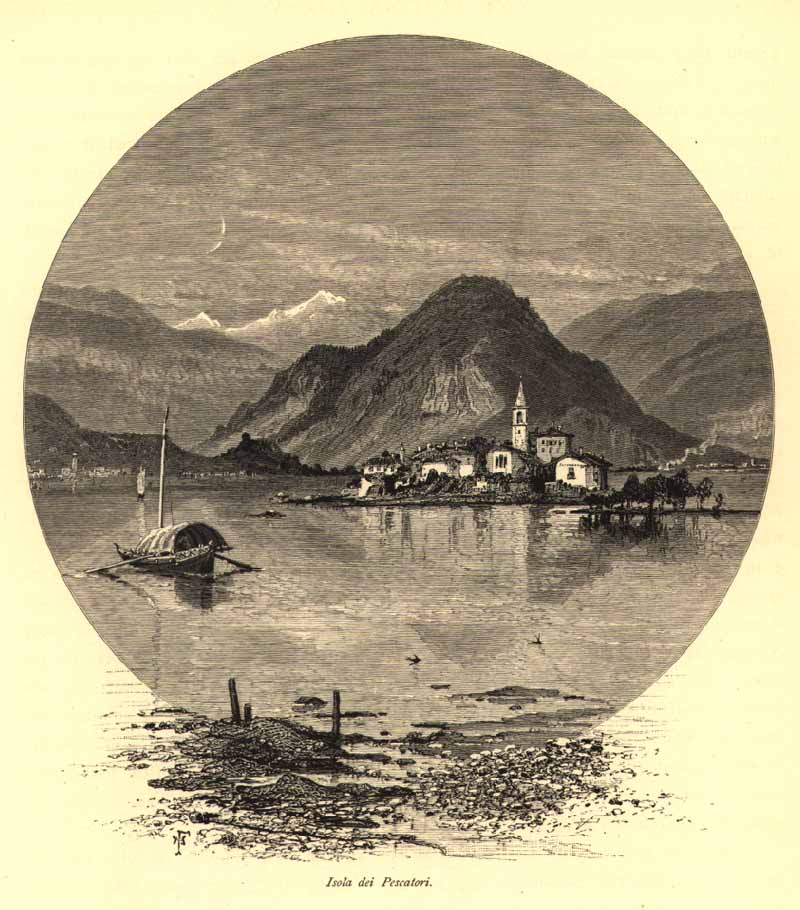
Whymper Josiah Wood (1813-1903) (after a work by Harry Fenn) - Isola Pescatori
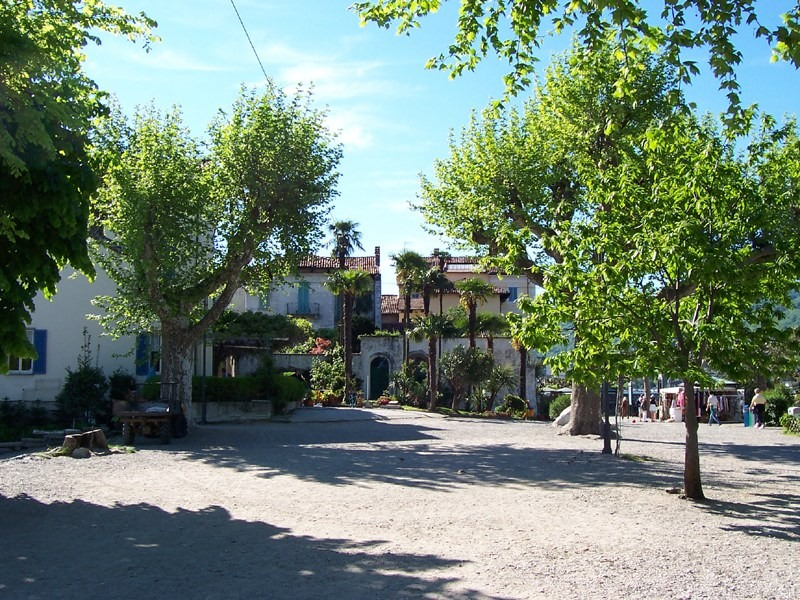
о. Рибалок